# Johann Anton von Pergen
Johann Anton von Pergen, Conde de Pergen (Viena, 15 de fevereiro de 1725 – Viena, 12 de maio de 1814) foi um diplomata e estadista austríaco, servindo sob quatro monarcas consecutivos por mais de cinquenta anos. Ele foi um dos indivíduos mais influentes na administração reformista de José II do Sacro Império Romano-Germânico (1780-1790).
Como ministro de Estado, suas realizações incluíram a modernização do ensino superior e a supressão da influência eclesiástica. Ele também foi responsável pela nova organização policial que assegurou a implementação das idéias radicais de José II. A força policial foi centralizada, mas também desenvolveu uma polícia secreta que não garantiu nenhuma oposição efetiva. Embora substituído por Joseph Sonnenfels sob Leopoldo II do Sacro Império Romano-Germânico (1790-1792), ele foi novamente encarregado de suprimir a oposição sob Francisco I da Áustria (1792-1835).

## Vida
O pai de Von Pergen, Johann Ferdinand Wilhelm von Pergen, era um funcionário da justiça com o governo da Baixa Áustria em Viena. Sua mãe era Maria Elisabeth (née Baronesa Orlick von Laziska). Um de seus irmãos foi Johann Joseph von Pergen, Bispo de Mântua (1770-1807). Ele se casou com a Filipina Gabriele, uma filha do presidente do Tribunal da Câmara Imperial, Philipp Karl von Groschlag, e ex-amante do futuro imperador, José II, quando morava em Frankfurt am Main, antes de se mudar para Viena. Seu filho, Joseph von Pergen, era um vice-presidente do tesouro. Eles também tiveram três filhas.
O próprio Von Pergen liderou um estilo de vida pródigo e era um patrono das artes, e em 1782 adquiriu o Schloss Pottenbrunn, cujo parque ele embelezou com edifícios românticos.
Por seus serviços, ele recebeu o Grosskreuz des Königlich-Ungarischen St. Stephansordens em 1788. No antigo gabinete do governador da Baixa Áustria em Viena é um memorial de Josef Kassin (1897).

## Carreira

### Início da Carreira
Educado por Jesuítas, ele estudou direito. Depois de se formar em 1747, tornou-se secretário da embaixada imperial em Mainz. Ele então serviu na embaixada no Reino Unido antes de retomar sua postagem em Mainz. Em 1750, ele foi designado para acompanhar o ministro britânico Richecourt em sua viagem diplomática para a Alemanha como um companheiro. Pouco tempo depois, ele foi chamado para Viena em 1751 e nomeado por Maria Teresa da Áustria (1740-1780) como tesoureiro dos arquiduques Charles e Leopoldo (mais tarde, Leopoldo II).
Em 1753, ele foi o enviado imperial para Mainz. Suas responsabilidades incluíam relações diplomáticas com os outros eleitores da Renânia e os Círculos Imperiais. Por ocasião da eleição do Burgrave de Friedberg (Baviera) ele mediou com êxito entre os Cavaleiros Protestantes e Católicos. Na eleição do prefeito da abadia de Ellwangen em 1756, ele atuou como Comissário Imperial. No mesmo ano ele foi novamente enviado imperial para Mainz.
Durante a Guerra dos Sete Anos ele administrou os territórios ocupados pela Prússia no Oeste entre 1757 e 1763. Ele foi presidente da administração imperial da ocupação na qualidade de ministro plenipotenciário do Circulo Rhenish-Westphalian Inferior, Ele também atuou em vários tribunais alemães como comissário imperial. Com a eleição real de 1763/64 ele foi a segunda escolha do embaixador imperial.

### Carreira Posterior
Em 1766, ele serviu sob George Adam Von Starhemberg, como Segundo Ministro de Estado, Membro do Conselho de Estado (Staatsrat) e Vice-Chanceler.
A partir de 1766, ele também atuou como vice-ministro das Relações Exteriores de Kaunitz. Com relação à política imperial, Pergen opôs-se a Kaunitz, cujas políticas representavam um desenvolvimento expansivo do papel da Casa de Habsburgo. Pergen teve um bom conhecimento das propriedades do reinodesde o seu tempo em Mainz e outras embaixadas, e advertiu contra uma política única para a Áustria. Em 1766, ele escreveu um memorando sobre a importância da coroa imperial para a Casa da Áustria. Nisto argumentou que o Imperador (José II) deveria demonstrar Liebe zu Teutschland e aconselhou-o a "defender o Sistema com toda a força possível". Este conselho não foi atendido pelo imperador.
Em 1770, Pergen era o principal responsável pela reforma da educação, segundo a qual o próprio Estado deveria assumir a responsabilidade pelo sistema escolar. Em contraste, o clero perderia seu papel no ensino e ser substituído por leigos, ou pelo menos sacerdotes seculares. Além disso, a maioria dos assuntos das escolas secundárias seria ensinado em alemão. As escolas desenvolveriam currículos, e a formação de professores deveria ser estabelecida. Isso seria financiado por um fundo de doação. Isso era anticlerical e representava as reformas do iluminismo, que se tornaram difíceis de implementar em face da resistência de Maria Teresa e círculos conservadores na corte.
Entre 1772 e 1774 foi governador das áreas adquiridas na primeira divisão da Polônia, em partes da Galiza, trabalhando com a nobreza polonesa local

### Organização Policial
Em 1775, Pergen tornou-se Landmarshall (Oberslandmarschall) para a Baixa Áustria, até 1780. Após as reformas organizacionais de José II, ele era membro do governo da Baixa Áustria a partir de 1782. Ele também era chefe da polícia e, portanto, responsável pela segurança pública em Viena.
Ele também teve o trabalho de introduzir uma polícia estadual em todas as províncias e reformar o sistema prisional. Pergen queria unificar o sistema de segurança interna nas terras hereditárias de forma centralizada e modernizada. Ele enfatizou o papel da disciplina, com base no modelo francês. O Imperador originalmente queria que ele simplesmente organizasse a polícia secreta, enquanto a responsabilidade pelo resto da polícia cairia para a Chancelaria (Hofkanzlei). À medida que a impopularidade de José aumentava, ele voltou a confiar cada vez mais em Pergen que contratou mais agentes. Além disso, ele controlou o Kabinettskanzlei que guardava o segredo da correspondência estatal. Ele conseguiu usar isso para sua própria espionagem e tinha todo o correio suspeito dirigido para lá.
Nas grandes cidades, os departamentos de polícia já estavam estabelecidos, onde diretórios subsidiários foram estabelecidos com a Vertraute (agentes secretos). Espiões e agentes provocadores ouviram o descontentamento.A polícia secreta deveria agir independentemente da administração, sendo responsável apenas pelo chefe de Estado. O objetivo de uma administração de polícia central e independente foi realizado até 1789, altura em que ele era um Ministro de Estado com um departamento apropriado para administrar. A Direção do Chefe de Polícia de Viena estava agora sob o departamento de polícia da província. Esse papel deu a Pergen poder considerável e influência com o imperador. Em 1791, quando Leopoldo II se tornou imperador, ele se aposentou por uma doença no olho

### Contra-Revolucionário
Em 1793, depois de se recuperar de sua doença no olho, ele foi lembrado como Ministro da Polícia por Francisco II. Um oportunista, ele não teve problemas para mudar as alianças do absolutismo esclarecido para servir o novo imperador anti-iluminação. Ele reintroduziu o sistema policial centralizado como havia existido sob José II. Em 1801, ele também foi responsável pela censura e, a partir de então, Francisco II e seus sucessores receberiam todos os dias os últimos relatórios policiais.
Pergen trabalhou na teoria de que a ordem estatal foi melhor preservada pela vigilância contra a conspiração. Mesmo o surgimento da revolução na França foi explicado por ele como uma conspiração. Em particular, ele viu a Maçonaria como um perigo para o estado. Devido ao medo de um derramamento da Revolução Francesa na Áustria, ele defendeu monitorar a população de forma ainda mais meticulosa. As mudanças para ampliar os poderes da polícia não foram tornadas públicas, mas apenas feitas nos regulamentos do gabinete ou instruções secretas às autoridades competentes. Este período foi ver uma censura ainda mais apertada, e monitoramento de estrangeiros e jacobinas ou tendências liberais.
Pergen lançou as bases de sua organização, para Josef von Sedlnitzky durante a era de Matternich de 1814 a 1848, para prosseguir suas políticas antiliberal. Ele finalmente se aposentou em 1804.